# Frances Eliza Hodgson Burnett
Frances Eliza Hodgson Burnett (n. 24 noiembrie 1849, Manchester, Regatul Unit al Marii Britanii și Irlandei – d. 29 octombrie 1924, Plandome Manor⁠(d), Nassau County, New York, SUA) a fost o scriitoare britanică celebră cu scrierile pentru copii.

## Biografie
Frances Eliza Hodgson Burnett, (scriitoare britanică), s-a născut în anul 1849 într-un cartier periferic din Manchester. S-a stins din viață în anul 1924. 
La vârsta de 16 ani a emigrat în Tennessee, Statele Unite, împreună cu mama sa și mulți compatrioți ai săi. A publicat prima sa lucrare celebră în anul 1872 în cunoscuta revistă „Scribner's”. A avut o bogată activitate literară, publicând 40 de romane, 10 volume de povestiri și o autobiografie.
Scriitoarea F.H. Burnett este celebră cu scrierile sale pentru copii. Micul lord este publicat în anul 1886 într-un volum și devine „best-seller”-ul timpului. Personajul principal, micul Cedric Errol, este în realitate al doilea fiu al scriitoarei. Cu ajutorul micului lord Fauntleroy, autoarea transmite copiilor dragostea pentru fapte generoase și dispreț pentru cele josnice. Cinematografia americană și engleză a ecranizat cartea, dând viață lui Cedric Errol și bunicului său. 

## Opera literară
- Cea pe care o cunoaștem cel mai bine (autobiografie)
- That Lass o'Lowrie's, 1877
- A Lady of Quality, 1897
- Through One Administration, 1883
- Micul lord, 1886 (literatură pentru copii)
- Mica Prințesă, 1905 (literatură pentru copii)
- Grădina secretă, 1910 (literatură pentru copii)

## Ecranizări
Grădina secretă
- Grădina secretă (1919)
- Grădina secretă (1949)
- Grădina secretă (1993)
- Întoarcere în grădina secretă (2001)
- Grădina secretă (2020)

## Legături externe
- Frances Eliza Hodgson Burnett la Internet Movie Database
- https://www.cinemagia.ro/actori/frances-hodgson-burnett-7711/